# Bath Ales Ltd
Bath Ales Ltd är ett bryggeri i Bristol, Storbritannien. Bryggeriet invigdes 1995.

## Exempel på varumärken
- Bath SPA
- Gem Bitter
- Barnstormer